# Gorąca jesień 1941 roku
Gorąca jesień 1941 roku (tytuł oryginalny: Vjeshte e nxehte e '41) – albański film fabularny z roku 1985 w reżyserii Alberta Xholiego i Eduarda Makri, na podstawie powieści Dhimitra Shuteriqiego – Marathonomaku ynë.

## Opis fabuły
Akcja filmu rozgrywa się w listopadzie 1941. W Tiranie powstaje Komunistyczna Partia Albanii. Wkrótce potem ginie w walce z okupantem jeden z założycieli partii – Koçi Bako.
Film realizowano w Korczy.

## Obsada
- Viktor Çaro jako Nasi
- Fatos Sela jako Bako
- Pandi Raidhi jako Bicaku
- Ermira Gjata jako Bakovica
- Ilva Gjikopulli jako Leti
- Elert Ajazi
- Sotiraq Çili